# Iwatsukiella leucotricha
Iwatsukiella leucotricha är en bladmossart som beskrevs av William Russell Buck och H. Crum 1978. Iwatsukiella leucotricha ingår i släktet Iwatsukiella och familjen Leskeaceae. Inga underarter finns listade i Catalogue of Life.